# Mariä-Schutz-und-Fürbitte-Kirche (Stara Pazova)

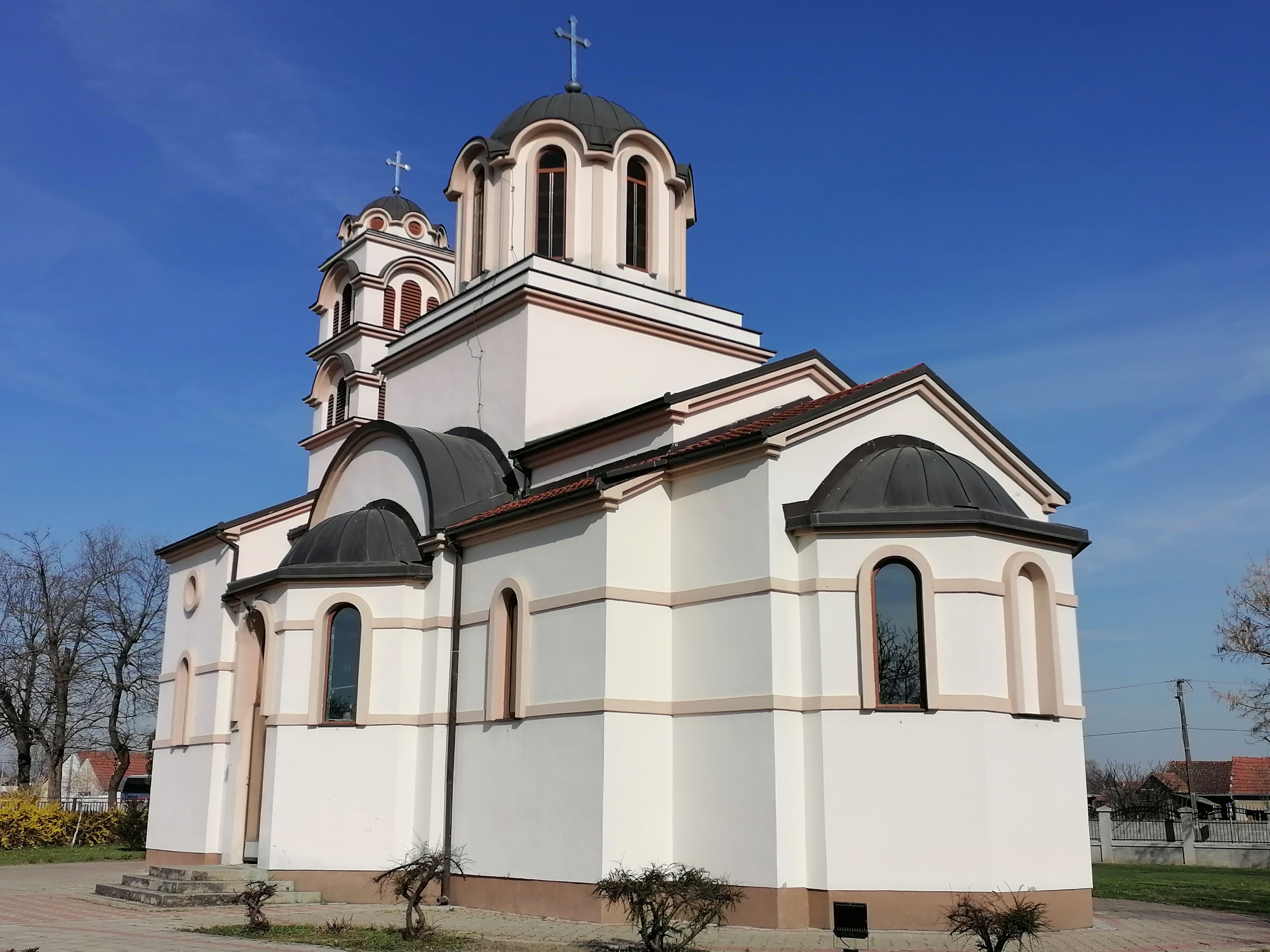
Blick auf die Mariä-Schutz-und-Fürbitte-Kirche von Osten

Die Mariä-Schutz-und-Fürbitte-Kirche (serbisch: Црква Покрова Пресвете Богородице, Crkva Pokrova Presvete Bogorodice) in der Stadt Stara Pazova, ist eine serbisch-orthodoxe Kirche in der nordserbischen autonomen Provinz Vojvodina.
Das von 2004 bis 2007 erbaute Kirchengebäude ist der Gottesgebärerin unter dem Patrozinium des  Feiertags Mariä Schutz und Fürbitte gewidmet und ist die Pfarrkirche der Pfarreien I und II der Mariä-Schutz-und-Fürbitte-Kirche zu Stara Pazova, im Dekanat Stara Pazova, der Eparchie Srem, der Serbisch-Orthodoxen Kirche.

## Lage
Die Kirche steht im nordwestlichen Stadtgebiet, im Stadtteil Mala Bosna, an der Straße: Njegoševa ulica, bei der Einmündung der Straße: Ulica Jana Husa. Die genaue Adresse der Kirche lautet Njegoševa ulica Nr. 105. In Nachbarschaft der Kirche steht die Grundschule Simeon Aranicki.
Im großen dekorativ hergerichteten und umzäunten Kirchhof stehen neben der Kirche: das große Pfarrhaus, eine Kapelle zum Kerzen entzünden mitsamt Kirchenladen und ein orthodoxes Holzkreuz.

## Geschichte
Vor dem Bau der Mariä-Schutz-und-Fürbitte-Kirche, stand als einzige orthodoxe Kirche der Stadt, im östlichen Stadtzentrum, die von 1827 bis 1828 erbaute Kirche Hl. Prophet Elias. Neben der Kirche steht auch eine kleine Kapelle Hl. Elias. 
Mit dem Vorbereitungen zum Bau der Kirche wurde 2003 begonnen. Am 12. Juli 2004 wurden die Kirchenfundamente vom Bischof der Eparchie Srem, Vasilije, geweiht. Die Kirche wurde nach dem Entwurf des Architekten Milorad Mitrović vom Unternehmen des Dragiša Ivanović aus Stara Pazova erbaut.
Bis zum Oktober 2007 wurde das Gotteshaus fertiggestellt. Am 28. Oktober 2007 wurde die Kirche mit einer kleinen Kirchenweihe feierlich geweiht und es wurde, gemäß des Typikon der serbisch-orthodoxen Kirche, mit dem Abhalten der Göttlichen Liturgien begonnen. 
Der Kirchenfußboden besteht aus einer Verbindung von Granit und Marmor. Das Unternehmen Košutica aus Belgrad verlegte den Fußboden. Die Kirche besitzt derzeit (als einzige Kirche in ganz Serbien), eine besondere Sehenswürdigkeit, die Replik (Nachbildung) der Hilandarska zvezda (Stern von Hilandar), als ein Motiv der Fußbodengestaltung. 
2010 wurde die Ikonostase aus Lindenholz vom Holzschnitzer Simo Budiša hergestellt, der auch das Chorgestühl, den Gottesmutter- und Bischofsthron, den Chorständer und die Kirchentische herstellte. Die künstlerisch wertvollen Ikonen im byzantinischer Manier wurden von 2010 bis 2011 von Veronika Đukanović gemalt. 
2012 wurden die Kapelle mitsamt Kirchenladen und kleinem Pfarrbüro errichtet. Im gleichen Jahr wurden die Fundamente des großen Pfarrhauses etwas nördlich der Kirche gesetzt.

## Architektur
Das Kirchengebäude (Pseudobasilika) ist in einer modernen Adaption des traditionellen Serbisch-byzantinischen Baustils im Typus der Morava-Schule erbaut worden. 
Die Kirche ist mit einer halbrunden Altar-Apsis im Osten, einer großen zentralen Rundkuppel, die sich über dem Tambour, in der Mitte des Naos erhebt, von Innen halbrunden und von Außen mehrseitigen Seitenkonchen in der Kirchenschiffmitte und einem großen Narthex mitsamt einem kleinen Kirchturm, im Westen, erbaut worden. Zur Fassadengestaltung der Kirche gehören unter anderem runde Fensteröffnungen (Oculus) und horizontale dekorative Streifen.
Der Haupteingang der Kirche mit säulengestützten Anbau, befindet sich an der Westfassade der Kirche. An der Nordfassade besitzt das Gotteshaus einen Nebeneingang. Das Gotteshaus besitzt zwei Kirchenkreuze, eines auf der Spitze der großen Rundkuppel und das andere auf der Spitze der Kuppel des Kirchturms. 
Im Kircheninnenraum steht als eine besondere Sehenswürdigkeit, die von Hand in byzantinischem Stil geschnitzte, reich mit dekorativen Motivschnitzereien verzierte mehrtürige und mehrgeschoßige hölzerne Ikonostase mit in byzantinischer Manier gemalten Ikonen. Auch werden derzeit die Kirchenwände mit hochwertigen byzantinischen Fresken auf goldenem Grund bemalt. Im Kircheninnenraum befinden sich zudem ein großer Kronleuchter und im westlichen Kirchenschiff erhebt sich der Chorbalkon.